# سالواتوره تمپرینو
سالواتوره تمپرینو (انگلیسی: Salvatore Temperino؛ زادهٔ ۱ آوریل ۱۹۸۹) بازیکن فوتبال اهل ایتالیا است.
از باشگاه‌هایی که در آن بازی کرده‌است می‌توان به باشگاه فوتبال پالرمو اشاره کرد.